# Императорски парад на летище Темпелхоф
„Императорски парад на летище Темпелхоф“ (на немски: Kaiser-Parade auf dem Tempelhofer Felde) е британски късометражен документален ням филм, заснет през 1895 година от операторите Бърт Ейкрис и Хенри Шорт. Оригиналното британско название на филма не е известно в наши дни.